# 象山口站
象山口站（日语：／ Zōzanguchi eki */?）是位於長野縣長野市松代町岩野，長野電鐵的屋代線車站（廢站）。在2012年4月1日，隨著屋代線廢線，此站也被廢除。此站的車站編號為Y5。

## 歷史
- 1934年（昭和9年）5月24日 - 長野電鐵車站啟用[1]。
- 1971年（昭和46年）3月1日 - 成為無人車站[1]。
- 2002年（平成14年）9月18日 - 路線名稱改為屋代線。
- 2012年（平成24年）4月1日 - 屋代線廢除，此站也被廢除[1]。

## 車站構造
截至車站廢除前，車站是一座地面車站，設有1面1線的單式月台。曾經此站是有人車站，廢除前為無人車站。月台上有曾經延長的痕蹟。

## 車站周邊
- 上信越自動車道松代停車區
- 千曲川
- 國道403號（日语：国道403号）

## 巴士路線
在站前的市道（舊國道403號）上設有Alpico交通（川中島巴士）、長電巴士象山口巴士站。長電巴士在屋代線廢線後駛入該巴士站。
- Alpico交通（川中島巴士（日语：川中島バス））
  - 102 道島 → 象山口 → 松代郵局前 → 松代站 → 長野交流道前 → 川中島古戰場（日语：川中島古戦場） → 丹波島橋南（日语：丹波島橋#路線バス） → 縣廳前 → 市政廳（日语：長野市役所）前 → 文化學園前（日语：文化学園長野中学校・高等学校）（只有平日早上班次）
  - 130 篠之井站 - 篠之井醫院（日语：篠ノ井総合病院） - 道島 - 象山口 - 松代郵局前 - 松代高校（日语：長野県松代高等学校）（星期六、日及假日暫停服務）
- 長電巴士（日语：長電バス）
  - 屋代線替代巴士 須坂站 - 井上 - 若穗病院 - 川田站 - 松代站 - 象山口 - 岩野 - 屋代站

## 使用狀況
以下為一年總乘車人次和1日平均乘車人次列表：
- 2006年度　2,827人 ： 8人/日
- 2007年度　3,737人 ： 10人/日
- 2008年度　2,520人 ： 7人/日
- 2009年度　2,289人 ： 6人/日
- 2010年度　1,747人 ： 5人/日

## 相鄰車站
長野電鐵
■屋代線
岩野（Y4）－象山口（Y5）－松代（Y6）

## 注腳
1. 1 2 3 4 5 6 7 8 9 10 11  信濃毎日新聞社出版部. . 信濃毎日新聞社. 2011-07-24: 295. ISBN 9784784071647 （日语）.
2. ↑  長野市統計書